# Козуб, Ярослав Витальевич
Яросла́в Вита́льевич Ко́зуб (укр. Ярослав Віталійович Козуб; 31 октября 1993) — украинский военнослужащий, майор, участник российско-украинской войны. Герой Украины (2025).

## Биография
Родился 31 октября 1993 года. Служит в 36-й отдельной бригаде морской пехоты имени контр-адмирала Михаила Белинского.

## Награды
- Звание «Герой Украины» с удостоением ордена «Золотая Звезда» (6 февраля 2025) — за личное мужество и героизм, проявленные в защите государственного суверенитета и территориальной целостности Украины, верность военной присяге[1].
- Орден «За мужество» I степени (2022) — за личное мужество и самоотверженные действия, проявленные в защите государственного суверенитета и территориальной целостности Украины, верность военной присяге, образцовое исполнение служебного долга.
- Орден «За мужество» II степени (2020) — за личное мужество и самоотверженные действия, проявленные в защите государственного суверенитета и территориальной целостности Украины.
- Орден «За мужество» III степени (2017) — за личное мужество и самоотверженные действия, проявленные в защите государственного суверенитета и территориальной целостности Украины, верность военной присяге.